# Quercytherium
Il quercyterio (gen. Quercytherium) o querciterio (Quercitherium) è un mammifero carnivoro estinto, appartenente agli ienodonti. Visse nell'Eocene medio-superiore (circa 40-35 milioni di anni fa) e i suoi resti fossili sono stati ritrovati in Francia.

## Descrizione
Questo animale doveva assomigliare vagamente a un lupo con un'enorme testa. Al contrario della maggior parte dei suoi stretti parenti (come Hyaenodon) che svilupparono denti carnassiali adatti a tagliare la carne, Quercytherium sviluppò grandi premolari adatti a frantumare le ossa, molto simili a quelli delle odierne iene. Questo adattamento doveva essere strettamente correlato a una dieta a base di carogne. Quercytherium era un animale relativamente grande, e poteva superare il metro e mezzo di lunghezza.
Dei quattro premolari superiori, il secondo era decisamente il più robusto. Tutti i premolari erano spessi e massicci, con smalto corrugato. I tre molari, molto ridotti (in particolare l'ultimo) rispetto ai molari, assomigliavano a quelli di un altro ienodonte, Cynohyaenodon. La dentatura inferiore era caratterizzata da premolari ugualmente grandi e da molari ridotti. Nessun molare, né superiore né inferiore, era ben differenziato in carnassiale. 
Il cranio era allungato e aveva una forte costrizione postorbitale. A causa dell'allargamento delle arcate zigomatiche, se visto dall'alto il cranio possedeva un aspetto caratteristico che ricordava quello del procreode Arctocyon. La regione occipitale era molto elevata e le ossa parietali formavano una cresta sagittale che si prolungava nella parte anteriore della calotta cranica. Il tubercolo lacrimale era ben sviluppato e il foro lacrimale si apriva all'interno dell'orbita. Il forame ovale era situato all'altezza della cavità glenoide, mentre l'orifizio del canale alisfenoide era molto ridotto. L'apofisi paroccipitale, ben sviluppata, si estendeva orizzontalmente all'indietro. La mandibola era notevole per la robustezza del ramo principale, ma tutta la morfologia delle ossa del cranio di questo animale indicavano la presenza di potenti muscoli masticatori.

## Classificazione
La specie Quercytherium tenebrosum venne descritta per la prima volta da Henri Filhol nel 1880, sulla base di fossili ritrovati nelle fosforiti di Quercy, in Francia. Un'altra specie, sempre proveniente dalla Francia, è Q. simplicidens. Quercytherium, benché dotato di una dentatura insolita, doveva essere un membro della famiglia di creodonti nota come Hyaenodontidae, che comprende i membri più specializzati del gruppo. Quercytherium, in particolare, potrebbe essere un membro dei proviverrini, una sottofamiglia comprendente solitamente membri di piccole dimensioni.

## Paleobiologia
I denti carnassiali di Quercytherium indicano che questo animale non era specializzato a tagliare la carne, bensì a frantumare le ossa, per cibarsi del midollo, o a schiacciare i gusci dei molluschi. È probabile che Quercytherium avesse adottato una dieta analoga a quella delle iene attuali. Un altro creodonte eocenico dotato di una dentatura simile, benché di dimensioni minori, era Lesmesodon.